# Prix Gilles-Kahn
Le prix de thèse Gilles-Kahn, patronné par l'Académie des Sciences et décerné par la Société informatique de France (SIF), récompense chaque année une excellente thèse en informatique soutenue dans une école ou une université française. Le prix est nommé en l'honneur de Gilles Kahn  (1946-2006), chercheur en informatique, membre de l'Académie des sciences, directeur scientifique et président de l'Institut national de recherche en informatique et en automatique (Inria).

## Lauréats du Prix de thèse eninformatique
- 2023 David Saulpic - Approximation Algorithms and Sketches for Clustering
- 2022 Denis Merigoux - Proof-Oriented Domain-Specific Language Design for High-Assurance Software
- 2021 Gabrielle De Micheli - Discrete Logarithm Cryptanalyses: Number Field Sieve and Lattice Tools for Side-Channel Attacks
- 2020 Thomas Debris-Alazard - Cryptographie fondée sur les codes : nouvelles approches pour constructions et preuves ; contribution en cryptanalyse
- 2019 Raphaëlle Crubillé -  Behavioral Distances for Probabilistic Higher-order Programs
- 2018 Théo Mary - Solveurs multifrontaux exploitant des blocs de rang faible : complexité, performance et parallélisme
- 2017 Amina Doumane - On the infinitary proof theory of logics with fixed points
- 2016 Fabrice Ben Hamouda--Guichoux - Diverse modules and zero-knowledge
- 2015 Clément Maria - Algorithmes et Structures de Données en Topologie Algorithmique
- 2014 Tancrède Lepoint - Design and Implementation of Lattice-Based Cryptography
- 2013 Delphine Demange - Fondements sémantiques des représentations intermédiaires de programmes
- 2012 Mathieu Feuillet - Allocation de bande passante dans les grands réseaux stochastiques
- 2011 André Chailloux - Quantum Coin Flipping and Bit Commitment : Optimal Bounds, Practical Constructions and Computational Security
- 2010 Xavier Allamigeon - Analyse statique de manipulations de mémoire par interprétation abstraite - Algorithmique des polyèdres tropicaux, et application à l'interprétation abstraite
- 2009 Arshia Cont - Modélisation de l'anticipation musicale: du temps de la musique vers la musique du temps
- 2008 Laurent Bienvenu - Game-theoretic characterizations of randomness: unpredictability and stochasticity
- 2007 Caroline Appert - Modélisation, Évaluation et Génération de Techniques d'Interaction
- 2006 Florence Bertails - Simulation de chevelures virtuelles
- 2005 Alain Frisch - Théorie, conception et réalisation d'un langage de programmation adapté à XML
- 2004 Sid-Ahmed Berrani - Recherche approximative de plus proches voisins avec contrôle probabiliste de la précision; application la recherche d'images par le contenu
- 2003 Véronique Cortier - Vérification automatique des protocoles cryptographiques
- 2002 Alexandre Farcy - Exécution anticipée des flots de condition : une alternative aux prédictions de branchement
- 2001 Frédéric Blanqui - Théorie des types et récriture
- 2000 Bruno Levy - Topologie algorithmique : combinatoire et plongement
- 1999 Gilles Schaeffer - Conjugaison d'arbres et cartes combinatoires aléatoires
- 1998 Peter F. Sturm - Vision 3D non calibrée. Contributions à la reconstruction projective et étude des mouvements critiques pour l'auto-calibrage